# Calamagrostis purpurea
Calamagrostis pourpre, Calamagrostide pourpre, Calamagrostide pourpre faux phragmite
Espèce
Synonymes
- Calamagrostis elata Blytt, 1847
- Calamagrostis flexuosa Rupr., 1845
- Calamagrostis latifolia Blytt, 1847
- Calamagrostis phragmitoides subsp. flexuosa (Rupr.) K.Richt., 1890
- Calamagrostis pseudophragmites Blytt, 1861
- Calamagrostis purpurea subsp. flexuosa (Rupr.) Soják, 1982
- Calamagrostis purpurea subsp. phragmitoides (Hartm.) Tzvelev, 1965
- Calamagrostis rubicunda Blytt, 1861

Calamagrostis purpurea est une espèce de plantes à fleurs de la famille des Poaceae et du genre Calamagrostis. Elle est connue en français sous les noms de Calamagrostide pourpre, de Calamagrostide pourpre faux phragmite ou Calamagrostis pourpre.

## Description
Le Calamagrostide pourpre mesure entre 30 cm et 1 m de haut. Il s'agit d'une plante à rhizome. Ses fleurs se présentent sous la forme de panicule qui sont généralement de couleur pourpre.
Les anthères de la plante sont de couleur jaune.

## Répartition
Le calamagrostis pourpre pousse de manière générale dans les zones tempérés et boréales du globe.
On retrouve principalement cette plante en Europe, en Asie ainsi qu'en Amérique du Nord.

## Habitat et écologie
Calamagrostis pourpre se développe généralement entre 1300 et 1550 m d'altitude. Cependant il est possible de la retrouver entre 1000 et 1730 m.
On le retrouve dans des milieux de nature humide comme le bas des ravins ou les ensembles rocheux suintants. Dans certains cas, l'espèce peut être trouvée dans les tourbières et à proximité des cours d'eau.

## Systématique
L'espèce est décrite en premier en 1824 par le botaniste Carl Bernhard Von Trinius, qui la classe dans le genre Calamagrostis.